# János Both de Bajna
baron János Both de Bajna (en hongrois: bajnai Both János ;  Ivan Bot od Bajne en croate) († septembre 1493), est un général et un homme politique du Royaume de Hongrie qui fut notamment ban de Croatie. 

## Biographie
Membre de la famille Both sortit du clan Czorna, il est le fils de István Both de Bajna, chevalier, homme du roi, seigneur de Bajna et autres lieux. 
Général, János Both de Bajna est gouverneur d'Illyrie (Illíria kormányzója), Ban (vice-roi) de Croatie, Slavonie et Dalmatie entre 1492 et 1493. Il tombe au combat en septembre 1493 à la suite de la sanglante bataille de Corbavie contre l'envahisseur ottoman. Ne pouvant plus défendre Senj, il se retire avec Emerik Derenčin, co-ban de Croatie, au château de Brinje où il est tué lors du siège. Magnat magnificus et baron du royaume de Hongrie (barones regni), il fut notamment seigneur de Sycava (1492) et seigneur-châtelain de Botszentgyörgy. 

### Famille
János et son frère cadet András Both de Bajna sont notamment propriétaires du château de Hrušov auquel sont attachés de nombreux fiefs, dont Zsikava, nom qui sera attaché à l'une des branches de la famille. János est l'époux d'Apollónia Csapy fille de Ándras, chevalier de l'Ordre du Dragon, dont :
- János Both de Bajna († 16 août 1521), vice-ban de Croatie et vice-ban de Belgrade (nándorfehérvári vicebáró) massacré le 16 août 1521 après avoir combattu héroïquement pendant 40 jours les armées de Soliman le Magnifique[4] lors du siège de Belgrade (1521). Epoux de Margit Bánffy de Alsólendva, fille de Miklós Bánffy et de la duchesse Margareta Piast.
- Ferenc Both de Bajna (fl. 1492–1526), receveur (adószedő) de Slavonie, général (hadvezér), époux de Ágnes Batthyány (fl. 1508–1526), fille de Boldizsár Batthyány (fl. 1452-1520), vice-juge suprême du Royaume de Hongrie, et de Ilona Hermanfi, fille du vice-palatin de Hongrie László Hermanfi de Greben.

Aïeul de Elisabeth Both de Bajna (†1597), épouse du vice-Palatin et baron Nicolas Istuanfius, et de Johannes Burchart I, fondateur d'une dynastie de docteurs-pharmaciens à Reval (aujourd'hui Tallinn).

## Sources
- Iván Nagy: Magyarország családai, Pest, 1857
- Zsolt Hunyadi et József Laszlovszky: The Crusades and the military orders, Central European University Medievala, 2001
- László Markó: A magyar állam főméltóságai, Helikon, 2006
- George Szekér: Nagykanizsa - Romlottvár, Budapest, 2007
- Jean-Marie Cauchies: Conseils et conseillers dans l’Europe de la Renaissance, Presses universitaires de Rennes, 2018  (ISBN 2869065280)